# Дронников, Николай Егорович
Николай Егорович Дронников (2 августа 1930, Тульская область — 26 января 2025, Иври-сюр-Сен) — русский художник, живописец и график, скульптор, издатель авторских книг.
С 1972 года жил в Париже. Входил в Ассоциацию русских художников и скульпторов, живущих во Франции, и в Ассоциацию друзей Михаила Ларионова и Натальи Гончаровой, занимавшуюся сохранением творческого наследия художников. Получил народное звание «летописца русской эмиграции». «Дронников — самый русский из французских и самый французский из русских художников, и это придает его творчеству исключительное качество, которое в будущем обе его родины (и другие страны) смогут признать и считать своим…» (французский поэт и переводчик Леон Робель).

## Биография
В 1957 году окончил Московское художественное училище памяти 1905 года.
В 1963 году — Московский государственный художественный институт имени В. И. Сурикова со званием художника живописца. Ученик по технологии живописи Алексея Рыбникова, друга М. Ларионова. Ученик по портрету профессора М. Курилко, друга В. Шухаева и А. Яковлева.
В 1968 году во время пребывания во Франции встречался с Марком Шагалом. Встреча повлияла на решение покинуть СССР.
В 1972 году выехал в Париж, став «невозвращенцем».
Скончался 26 января 2025 года в Париже в возрасте 94 лет. (Умер в ночь на 27-е января).

## Творческая деятельность
В творческие группы и объединения не входил по своей воле. «Я — отшельник… Мой идеал — художник Возрождения. Отсюда скульптура, живопись фигуративная и абстрактная, книги по искусству и истории России, портретная галерея… Я изображал движение и дух творчества…» (Николай Дронников. Из «Автобиографии»)
Среди работ Николая Дронникова можно выделить циклы пейзажей Москвы 1970-х годов, видов Парижа и его окрестностей, акварелей с видами Италии.
Особое место в творческом наследии художника занимает обширная портретная галерея, состоящая из выполненных с натуры графических и живописных портретов значимых общественных и культурных деятелей России XX века, среди которых Ирина Одоевцева, Иосиф Бродский, Александр Солженицын, Андрей Синявский, Виктор Некрасов, Геннадий Айги, Евгений Рейн, Александр Галич, Булат Окуджава, Владимир Высоцкий, Андрей Тарковский, Владимир Ашкенази, Святослав Рихтер, Мстислав Ростропович, Михаил Рогинский, Олег Целков и многие другие.

## Книгоиздательская деятельность
Николай Дронников как книгоиздатель выпустил более 40 рукотворных книг, отпечатанных на домашнем станке тиражами не более нескольких десятков экземпляров.
С 1982 по 1986 составил и опубликовал шесть номеров сборника «Статистика России. 1907—1917 годы», где представил данные, замалчивавшиеся тогда в СССР. В 1987, занимаясь сохранением наследия художников Н. Гончаровой и М. Ларионова, первым издал сборник их стихов — «Стихи Гончаровой и Ларионова», а также сборник «Белая поэзия». Начиная с 1980-х годов издавал авторские альбомы-тетради «Портреты современников», выполненные в смешанной технике с использованием туши, акварели и линогравюр. Среди его героев — Сергей Лифарь, Иосиф Бродский, Мстислав Ростропович, Святослав Рихтер. За книгами последовали наборы открыток с графическими портретами Высоцкого, Галича, Окуджавы.
Особое место в библиографии Дронникова занимают книги со стихотворениями и отрывками из дневников его близкого друга — Геннадия Айги, в которых слово поэта находит адекватное визуальное и фактурное воплощение. Первая из книг этой серии «Дитя-и-Роза» была выпущена в 1990-м году. На смерть поэта в 2006 году художник откликнулся книгой «Реквием по Айги».
Конец 1990-х годов ознаменовался для Дронникова-издателя и прозаика публикацией воспоминаний «У Зачатия в переулках. Чеховская Москва. 1970—1972». В 2000-е годы были выпущены серии рисунков «Мосты Парижа», которые составили прекрасное единство с французскими стихами Леона Робеля, два выпуска альбома «Монмартр», «Лирическая проза размером со среднюю ядовитую змею» Андрея Лебедева, «Пляс Фантазуса» Сергея Боброва и живописный альбом «Пейзаж Бродского», в котором художник соединил воедино графические портреты Бродского, акварели с видами любимых городов поэта — Петербург, Венеция и Нью-Йорк, и воспоминания Николая Дронникова об их встречах.

## Участие в выставках
- 1963 — Академия художеств
- 1966 — Манеж
- 1967 — Выставка молодых художников на Кузнецком мосту
- 1968 — Осенняя выставка на Беговой
- 1973—1978 — Осенние салоны в Париже
- 1978 — Галерея «Эстия», Париж
- 1979 — Галерея «Сен-Луи», Париж
- 1980 — Культурный центр Медон, Париж
- 1981 — Выставка-продажа картин парижских художников в поддержку польской «Солидарности» в Музее современного искусства, Париж
- 1981—1993 — Участие в многочисленных выставках в галереях Ниццы, Довиля, Варанжевиля, Марселя, Обонна и др.
- 1991 — «Вокруг Михаила Булгакова», Страсбург
- 1993 — «Русские художники и скульпторы в Париже на протяжении столетия», Мэрия 9-го округа Парижа
- 1994 — Сценография, афиши и общее оформление вечера поэзии Геннадия Айги в Центре Жоржа Помпиду, Париж
- 1999—2000 — Десять картин в галерее «Музей Пикассо», Париж
- 2000 — «Николай Дронников. К 70-летию художника и книгоиздателя», Чувашский государственный художественный музей, Чебоксары
- 2001 — Выставка иллюстраций Николая Дронникова к роману И. А. Гончарова «Обрыв», Литературный музей «Дом Языкова», Ульяновск
- 2002 — «Библиотека, книги и картины Николая Дронникова», Вильнёв сюр Ён, Франция
- 2002 — «Окуджава, Высоцкий, Галич», Государственный культурный центр-музей В. С. Высоцкого, Москва
- 2003 — «Краски и слова…» (М. Ларионов, Н. Гончарова, И. Бродский, Г. Айги). Живопись, графика, книги. Музей-квартира А.Блока, Санкт-Петербург
- 2003 — «Русский мастер в Париже. Париж 1978—2002. Живопись, графика, авторские книги», Jam Hall Gallery, Санкт-Петербург
- 2005 — «К нам прямо из Парижа — Николай Дронников», Галерея «На Бастионной», Псков
- 2010 — «Мы жили в Москве», Галерея «Ковчег», Москва
- 2010 — «Парижский отшельник», Персональная выставка Николая Дронникова к 80-летию художника, Галерея «Древо», Москва